# Logický jazyk
Logický jazyk je jazyk, který se snaží odstranit z přirozeného jazyka co nejvíce nejednoznačností (převážně syntaktických) a zanést pravidelnou mluvnickou i slovotvornou derivaci.

## Příčina vzniku logických jazyků
Vývojem na sebe jazyk nabaluje momentální společenské a kulturní události a ty promítá do své struktury, převážně do slovotvorby či idomatiky. Ať už jde o významné historické momenty („waterloo“ - výraz pro fatální neúspěch něčeho kdysi velmi úspěšného), prastará nábožensko-magická tabu (české výrazy „zmije“ a „medvěd“, pravá jména těchto živočichů byla tabuizována) nebo úsměvná nedorozumění (novinářský termín „kachna“), vždy se jedná o „nesystematické“ zásahy. Takové zásahy nepostrádají kouzlo, ale jazyk se jimi komplikuje.

## Logické jazyky
Mezi nejvýznamnější jazyky tohoto typu patří:
- loglan - vědecky zkonstruovaný logický jazyk, patentově chráněný, založený na angličtině
- lojban - odvozenina loglanu v licenci GFDL, založen na čínštině.
- ithkuil
- yiklamu